# Tramolé
Tramolé ist eine französische Gemeinde mit 802 Einwohnern (Stand: 1. Januar 2022) im Département Isère in der Region Auvergne-Rhône-Alpes; sie gehört zum Arrondissement Vienne und zum Kanton L’Isle-d’Abeau. Die Einwohner werden Tramoléens genannt.

## Geografie
Tramolé liegt etwa 30 Kilometer östlich von Vienne. Das Gemeindegebiet wird vom Flüsschen Agny durchquert. Umgeben wird Tramolé von den Nachbargemeinden Culin im Westen und Norden, Les Éparres im Nordosten, Eclose-Badinières im Osten und Südosten sowie Sainte-Anne-sur-Gervonde im Süden und Südwesten.

## Bevölkerungsentwicklung
| Jahr                       | 1962 | 1968 | 1975 | 1982 | 1990 | 1999 | 2006 | 2012 | 2021 |
| -------------------------- | ---- | ---- | ---- | ---- | ---- | ---- | ---- | ---- | ---- |
| Einwohner                  | 276  | 248  | 203  | 279  | 382  | 474  | 515  | 542  | 794  |
| Quellen: Cassini und INSEE |      |      |      |      |      |      |      |      |      |

## Sehenswürdigkeiten
- Kirche Saint-Maurice
- Lavoir